# Troostyt
Troostyt – drobnoziarnista odmiana perlitu; mieszanina ferrytu i cementytu powstająca z austenitu w wyniku przemiany eutektoidalnej. Najczęściej uzyskuje się go w wyniku przemiany izotermicznej austenitu w temperaturze około 550 °C. Nazwa troostyt pochodzi od nazwiska francuskiego chemika Louisa Josepha Troosta (1825–1911). Nie do końca się przyjęła w świecie materiałoznawców, dlatego najczęściej w literaturze angielskiej można znaleźć określenie fine pearlite.

## Przemiana perlityczna
W stalach perlit składa się z przemiennie ułożonych płytek ferrytu i cementytu. Przy małych przechłodzeniach, gdy liczba powstających kolonii (równoległych względem siebie płytek) jest mała, płytki wzrastają przez dłuższy czas bez wzajemnego zderzania się. W przypadku dużych przechłodzeń granice ziaren pokrywają się ciągłą warstwą perlitu już na początku przemiany, a dalszy przebieg polega tylko na pogrubianiu już utworzonych warstw.
Powstawanie perlitu zachodzi szybciej w coraz to niższych temperaturach. W niskich temperaturach pojawia się wiele nowych zarodków, ale ich wzrost jest ograniczony. Spowodowane jest to spowolnieniem procesów dyfuzyjnych. Takie ograniczenie wzrostu ziaren prowadzi do drobnoziarnistej mikrostruktury zwanej troostytem.
Odległości międzypłytkowe w drobnoziarnistym perlicie wynoszą 50–200 nm. Troostyt charakteryzuje się lepszymi właściwościami wytrzymałościowymi, ale gorszymi właściwościami plastycznymi niż perlit gruboziarnisty.

## Odkształcenie perlitu
Podczas odkształcania perlitu następuje rozwinięcie się mozaikowej struktury w ferrycie. Równanie na chwilową wartość naprężenia potrzebnego do utrzymania płynięcia plastycznego materiału {\displaystyle \sigma } zostało zaproponowane przez Embury’ego i Fishera.
{\displaystyle \sigma =\sigma _{f}\cdot {\frac {k}{(2S_{0})^{1/2}}}\cdot \exp \left({\frac {\epsilon }{4}}\right),}
gdzie:
{\displaystyle \sigma _{f}} – naprężenie w ferrycie [N/m²],
{\displaystyle k} – stała proporcjonalności związana z wytrzymałością komórkowej struktury [m1/2],
{\displaystyle S_{0}} – początkowa odległość międzypłytkowa w perlicie [m],
{\displaystyle \epsilon } – odkształcenie liniowe.
Równanie Embury’ego-Fishera pozwala również na podstawie znanego odkształcenia liniowego oszacować średnią odległość międzypłytkową w perlicie:
{\displaystyle S_{A}=S_{0}\cdot \exp \left(-{\frac {\epsilon }{2}}\right)}
Odległości międzypłytkowe zmniejszają się wraz ze zwiększaniem prędkości chłodzenia oraz mają decydujący wpływ na własności perlitu.